# Brvnište
Brvnište (in ungherese Boronás) è un comune della Slovacchia facente parte del distretto di Považská Bystrica, nella regione di Trenčín.